# Рис Хофа
Рис Хофа (енгл. Reese Hoffa; Еванс, Џорџија 8. октобар 1977) је амерички атлетичар специјалиста за бацање кугле.

## Резултати

### Панамеричке игре
- 2003. Сан Доминго Доминиканска република
- златна медаља

### Светско првенство у дворани
2004. Будимпешта, Мађарска
- сребрена медаља 21,07

2006. Москва, Русија
- златна медаља - 22,11

### Светско првенство
- 2007. Осака Јапан
- златна медаља - 22,04

## Лични рекорди
| Атлетска дисциплина | Резултат | Датум           | Место  |
| кугла               | 22,43    | 3. август 2007. | Лондон |
| кладиво             | 60,05    | 4. мај 2002.    | Атина  |
| диск                | 49,92    | 1. јануар 2001. |        |

Висок је 1,83 м, а тежак 133 кг.